# Onthophagus aeruginosus
Onthophagus aeruginosus é uma espécie de inseto do género Onthophagus da família Scarabaeidae da ordem Coleoptera.

## História
Foi descrita cientificamente pela primeira vez no ano 1851 por Roth.